# 금천항
금천항은 전라남도 여수시 돌산읍 금봉리 금천마을에 있는 어항이다. 2007년 8월 8일 어촌정주어항으로 지정하여 관리하고 있다. 시설관리자는 여수시장이다.

## 어항 구역
- 수역: 북위 34°38′01″, 동경 127°43′36″의 지점에서 N80°W방향으로 210m점과 이점에서 N40°W방향으로 280m점과 이점에서 N30°E방향으로 육지부를 연결하는 선을 따라 형성된 공유수면[1]

## 어항 시설
- 방파제 384m

## 기본 계획
- 방파제 474m, 물양장 90m, 선양장 12m[1]

## 정비 계획
- 방파제90m, 물양장 90m, 선양장 12m[2]

## 주요 어종
- 굴